# Val Fiorentina
Le val Fiorentina est une vallée latérale de la vallée du Cordevole dans les Dolomites, dans les Alpes italiennes, située dans le Nord-Est du pays.

## Cols
Cols menant dans cette vallée :
- col de Giau depuis Cortina d'Ampezzo ;
- forcella Staulanza depuis le val di Zoldo.